# Petitions of Right Act 1860
Il Petitions of Right Act del 1860 (23 e 24 Vict. c. 34) fu un atto del Parlamento del Regno Unito che codificò e semplificò il processo di ottenimento di una petizione di diritto.

## Procedura
L'atto preservava il diritto di procedere secondo il common law, ma forniva un rimedio alternativo. La procedura era regolata dall'atto del 1860 e, in Inghilterra, anche da norme emanate ai sensi dell'atto il 1° febbraio 1862. La petizione veniva lasciata al Segretario di Stato per gli Interni "per la considerazione di Sua Maestà", che, se lo riteneva opportuno, disponeva con il suo decreto che il diritto fosse fatto. Il decreto veniva sigillato presso l'Home Office e rilasciato al richiedente che lo depositava presso l'ufficio centrale dell'Alta Corte di Giustizia, e una copia sigillata veniva notificata al Treasury Solicitor, con una richiesta di risposta per conto della Corona. I successivi procedimenti, compresi quelli relativi alla divulgazione di documenti rilevanti, seguivano per quanto possibile quelli di un'azione ordinaria. Una sentenza a favore del richiedente era equivalente a una sentenza di amoveas manus ouster le main. 
Le spese erano pagabili alla Corona e da essa. Una petizione di diritto era solitamente esaminata nelle divisioni della Cancelleria o del King's Bench, ma quando l'oggetto della petizione derivava dall'esercizio di diritti belligeranti per conto della Corona, o sarebbe stato ascoltato in una corte di premio se la questione fosse stata controversa tra privati, il richiedente poteva a sua discrezione iniziare la sua petizione presso l'Admiralty Court. Il Lord Cancelliere poteva dirigere l'udienza delle petizioni di diritto presso tale corte anche quando non erano state avviate lì.

## Estensione territoriale
L'atto si applicava solo all'Inghilterra e al Galles, ma fu esteso all'Irlanda dal Petitions of Right (Ireland) Act del 1873 (36 e 37 Vict. c. 69).

## Abrogazione
Il Crown Proceedings Act del 1947 ha infine consentito che venissero presentate rivendicazioni contro la Corona come contro qualsiasi altra parte e in tutto il Regno Unito, rendendo l'atto e il processo obsoleti.